# Undine Smith Moore
Undine Smith Moore   (Jarratt, 25 d'agost de 1904 - Petersburg, 6 de febrer de 1989) Undine Eliza Anna Smith Moore, considerada la degana de les compositores afroamericanes, va ser una compositora i professora de música estatunidenca durant el segle xx. Encara que Moore va formar-se com a pianista clàssica, es va desenvolupar majoritàriament en el gènere vocal. Així mateix, gran part de la seva obra està inspirada en els espirituals afroamericans i la música folklòrica. Va ser una professora de renom, ella mateixa reivindicava que “la tasca docent és un art en si mateixa”. Durant la seva vida va rebre diversos premis i reconeixements per la seva tasca educativa.

## Biografia

### Infantesa
Undine Smith Moore va ser la més jove dels tres fills de James William Smith i Hardie Turnbull Smith. Era neta d’esclaus. Encara que ella va néixer a Jarrat l’any 1904, només quatre anys després, el 1908, la seva família es va mudar a Petersburg, Virgínia. On va néixer i va passar els primers anys de la seva vida, era una població, pràcticament tota, de persones afroamericanes. És per això que Moore afirmava conservar records de la comunitat cantant i resant a la Morningstar Baptist Church. Destaca que durant la seva infantesa la música “regnava per sobre de qualsevol altra cosa”.

### Educació
Quan tenia set anys, Undine Smith Moore va començar a rebre classes de piano de Lillian Allen Darden, una professora que la va encoratjar perquè estudiés a la Fisk University, on va acabar estudiant piano i orgue amb Alice M. Grace i llenguatge musical amb Sara Leight Laubenstein. Moore va rebutjar una oferta de beca al Petersburg’s Virginia Normal Institute per anar a Fisk, ja que era una universitat històricament afroamericana. Més endavant, l’any 1924, sí que va acceptar una beca de la Juilliard School, i així es va convertir en la primera estudiant a Fisk que en rebia una. D’aquesta manera va poder continuar amb els seus estudis, i s'hi va graduar amb cum laude l’any 1926.
L’any 1931, durant l’anomenada Harlem Renaissance, Moore va cursar un Master of Arts i un diploma de músic professional a la Columbia University’s Teachers College. Posteriorment, cap als anys cinquanta, va estudiar teoria i composició amb Howard Murphy a la Manhattan School of Music i, de manera freqüent, va començar a assistir a tallers i conferències de l'Eastman School of Music.

### Carrera professional
Malgrat que els seus professors li van recomanar que continués els seus estudis i es matriculés a la Juilliard School, Undine Smith Moore, en comptes d'això, va agafar una feina de supervisora de la música en les escoles públiques en Goldsboro, Carolina del Nord per tal de poder guanyar-s'hi la vida i mantenir-se per ella sola.
L'any 1927, va ser contractada com a professora de piano i organista de la universitat al Virginia State Collage (actualment Virginia State University) de Petersburg. També ensenyava contrapunt i teoria, unes classes que li van començar a donar renom. Durant el seu primer any, ja va encarregar-se del D. Webster Davis Laboratory High School Chorus, un dels cors de la universitat. Sobretot degut a la manca de recursos econòmics, Moore va començar a escriure les seves pròpies obres per al cor, de manera que també s’ajustaven a les capacitats i necessitats dels alumnes. Va donar classes a la Virgina State University durant quaranta-cinc anys. La seva música va tenir una difusió considerable, tenint en compte context en el qual vivia i el fet que era una dona afroamericana. A més de les classes universitàries, també va fer nombroses conferències sobre música afroamericana.
Moore va ser, juntament amb Altona Trent Johns, cofundadora i codirectora del Black Music Center de la Virginia State University, que va atraure nombrosos artistes i compositors afroamericans entre els anys 1969 i 1972. L’objectiu d’aquest centre era sensibilitzar i educar sobre la contribució de la cultura afroamericana a la música dels Estats Units i de la resta del món. A part de la seva tasca docent, Moore considerava el centre una de les seves aportacions més importants a la divulgació de la cultura afroamericana. El centre va tancar l’any 1972, quan Undine Smith Moore va retirar-se.
A més de la seva presència a la Virginia State University, Moore va viatjar i va ser professora col·laboradora al Carleton College i al College of Saint Benedict, així com a la Virgin Union University, durant els anys setanta.Malgrat haver-se retirat l’any 1972, va continuar donant classes a la Virginia Union University fins l’any 1976, així com a diverses universitats de Minnesota. Alguns dels seus alumnes més destacats serien Camilla Williams, Leon Thompson, Billy Taylor, Phil Medley i Robert Fryson.

### Reconeixement
L'any 1973, Undine Smith Moore va ser guardonada amb el premi humanitari de la Fisk University. Dos anys després, el 1975, va rebre un important reconeixement de l'Estat de Virgínia, i la National Association of Negro Musicians (Associació Nacional de Músics Afroamericans) la va anomenar "una educadora excepcional". L'any següent, la Indiana University va atorgar-li un doctorat honorari. Les contribucions de Moore a la música van ser reconegudes pel National Black Caucus i l'any 1981, la compositora va ser convidada a fer el discurs principal al primer National Congress on Women in Music (Congrés sobre Dones en Música) de la New York University. Entre els seus premis es pot destacar el Candance Award de la National Coalition of 100 Black Women (Coalició Nacional de 100 dones afroamericanes) l'any 1984. L'any següent, 1985, també va rebre el Virginia Governor's Award in the Arts (premi del governador de Virgínia en les Arts).

### Vida personal
Undine Smith Moore va casar-se l’any 1938 amb James Arthur Moore, professor del departament d’educació física de la Virginia State University. A més de treballar a la mateixa universitat, la parella sovint actuava conjuntament en recitals, ja que James Moore tenia formació musical de cant. El 4 de gener de 1941, va néixer Marie Hardie Moore, l’única filla que va tenir la parella.

### Mort
El dia 6 de febrer de 1989, als 84 anys, Undine Smith Moore va morir a causa d’un ictus. Al seu funeral es van tocar diversos dels seus espirituals arranjats. Està enterrada al cementiri d’Eastview a Petesburg, Virgínia, i, l’any 2017, va ser nomenada una de les Virginia Women in History, un programa anual per a la reivindicació de figures femenines, tant actuals com històriques. El compositor Adolphus Hailstork va fer una composició en memòria de Moore, titulada I Will Lift Up Mine Eyes, la qual es va estrenar el mateix any 1989. Des de l’any 2010, hi ha una placa commemorativa de la figura de la compositora a la ciutat de Petesburg, Virgínia.

## Música

### Estil
Basant-se en els seus anys a la Fisk University, Undine Smith Moore descrivia les seves primeres composicions, especialment les de piano, com a semblants a l'estil musical de Leopold Godowsky. El seu estil compositiu inicial no incloïa elements afroamericans, i Moore tampoc va produir gaire música fins a l’any 1953, quan estava estudiant amb Howard Murphy. A partir d'aleshores, el seu estil va anar canviant, ja que va començar a transcriure melodies que cantava la seva mare i va començar a inspirar-se en aquestes, a més dels spirituals afroamericans. Respecte a les melodies tradicionals i l’ús que en va fer ella, Moore justifica que
| « | les cançons que la meva mare cantava mentre feia el dinar o les melodies que el meu pare taral·lejava després de la feina, m’emocionaven. En fer els arranjaments, el meu objectiu no era millorar aquestes músiques. Em semblaven tan boniques que volia que es poguessin transmetre de maneres diferents: en concerts de cors, solistes o grups instrumentals | » |
| — Harris, Carl; Moore, Undine Smith, «Composer and Master Teacher». The Black Perspective in Music, 1985, pàg. 79 | |   |

L’any 1953, Moore va escriure una peça per piano sol titulada Before I’d be a Slave, una de les més importants dintre la seva obra. Descrita com a potent i dissonant, es caracteritza pels clústers tonals, la bitonalitat i les harmonies per quartes, trets característics allunyats de les seves peces vocals tonals. Moore reconeix que gairebé sempre es pot trobar una forta influència contrapuntística a la seva música, la qual va agafar un gir cap a l’atonalitat a partir de l’any 1953.
Helen Walker-Hill, l’autora del llibre From Spirituals to Symphonies, descriu els inicis de l'estil musical de Moore com a basats en el seu ensenyament de música clàssica, sense incloure elements de la música afroamericana. Gran part d’aquestes obres eren encàrrecs d’instituts, cors d’esglésies o altres cors amateurs. El seu estil va començar a canviar a partir de l’any 1953, quan va començar a estudiar amb el compositor Howard Murphy, amb el qual va començar a experimentar amb tècniques dels segles xix i xx com per exemple l'estil de cançons lied, l'atonalisme o el serialisme, però sempre mantenint unes certes referències als estils imitatius als quals solia retornar. Amb el temps va anar combinant totes les tècniques i estils amb els quals havia anat escrivint: el contrapunt, les dissonàncies, el serialisme, les influències afroamericanes, la bitonalitat, etc.
Els principals elements que utilitzava del llenguatge musical afroamericà es podrien sintetitzar en els ritmes sincopats, l'estructura de les escales, la forma de pregunta-resposta antífona, la riquesa dels timbres, l’ús predominant de l’interval de tercera, les textures no homofòniques i l’ús “deliberat de punts culminants sorprenents i gairebé completament descontrolats”. Encara que Moore, per ella mateixa, només designava la música folk afroamericana i Bach com a les seves influències directes, l’autor Carl Harris, en un fragment de The Choral Journal, inclou el ragtime, el blues, el jazz i el gòspel com a influències en la música de la compositora.
Respecte al vessant més social de la seva música, Undine Smith Moore va dir: 
| « | Retrospectivament, sembla que sovint m’he preocupat per l’aspiració, la intensitat emocional associada amb la vida de les persones afroamericanes expressades a través dels diversos rituals de l'església i la vida afroamericana en general. El desig d’una expressió abundant i plena, tal i com es podria anticipar o esperar d’un grup de gent oprimida que està determinada a sobreviure | » |
| — Moore, Undine Smith, David N. Baker, and Lida M. Belt, “The Black Composer Speaks: An Interview with Undine Smith Moore.” Helicon Nine,1986 | |   |

### Obra
L’obra d’Undine Smith Moore abraça molts tipus d’estils, passant pels Spirituals, cançons solistes, música de cambra instrumental i altres obres de diversos moviments per cors, solistes i instruments. Encara que va compondre més de cent peces entre 1925 i 1987, només vint-i-sis d’aquestes van ser publicades quan ella encara era viva. Moore va escriure més de cinquanta obres corals, vint-i-una composicions per a veu i acompanyament i divuit altres obres instrumentals; la major part escrites després de 1950. Els seus anys més prolífics van ser els anys setanta, en els quals va escriure vint-i-set obres.
Una de les seves obres més significatives es va estrenar oficialment el mes d’abril de 1981 al Carnegie Hall amb la Richmond Symphony Orchestra: Scenes from the Life of a Martyr (Escenes de la vida d’un màrtir). Encara que l'estrena oficial va ser a l’abril, ja s’havia tocat una versió sense orquestrar el gener d’aquell mateix any. Aquest oratori, que va ser nominat a un Premi Pulitzer, té setze parts, està basat en la vida de Martin Luther King Jr. i està escrit per a cor, orquestra, veus solistes i narrador. Considerant-la la seva obra més significativa, la compositora va dedicar-hi gairebé cinc anys i fins i tot va escriure’n el llibret. Se’n pot destacar l’ús d’un narrador com a fil conductor de l’obra i l’aparició de motius rítmics afroamericans.

## Pensament
Undine Smith Moore va ser partidària en compartir els seus pensaments sobre el moviment afroamericà pels drets civils i de l’impacte que tenia la música en aquest. Va parlar-ne d’una manera molt oberta, explicant les seves experiències com a dona afroamericana, en els esdeveniments i patrons de comportament que havia presenciat i viscut tant durant el seu procés de creixement com per la seva vida d’adulta a l'estat de Virgínia.
Durant la seva joventut, Moore va ser víctima de les lleis segregació de l'era de Jim Crow, les quals van eliminar pràcticament tots els artistes afroamericans del món de les arts en viu. Moore reconeix que la societat racista en què vivia la va educar perquè se sentís com una persona externa a aquesta. És per això que, més endavant va afirmar el següent:
| « | Un dels pitjors efectes que ha tingut el racisme en la meva època, ha sigut la limitació que ha imposat en les aspiracions de la població afroamericana. És per això que, encara que des de sempre hagi estat “inventant-me” i composant música, en la meva infantesa o fins i tot els meus anys universitaris, mai vaig arribar a pensar que podia anomenar-me a mi mateixa una compositora ni encara menys aspirar a ser-ho | » |
| — Walker-Hill, Helen, From Spirituals to Symphonies: African-American Women Composers and their Music. Westport, 2002 | |   |

En termes més generals, també afegia que
| « | Tota alliberació està connectada... sempre que algun segment de la societat es vegi oprimit, la resta de la societat també patirà. […] Els efectes del racisme “fereixen”, almenys espiritualment, tant als afroamericans com als blancs | » |
| — Walker-Hill, Helen, From Spirituals to Symphonies: African-American Women Composers and their Music. Westport, 2002 | |   |

Moore estava a favor de la inclusió de la música afroamericana en els estudis musicals, tant dels instituts com de les universitats. Malgrat que era partidària de l’addició de nous referents musicals que sortissin del cànon dels compositors homes blancs, advertia que aproximar-se a altres músiques com afroamericana de la mateixa manera i sota els mateixos criteris que amb la tradició clàssica europea podia ser perjudicial. Argumentava clarament en contra de l'estereotipació dels artistes afroamericans i de la seva música.
Moore va ser una forta defensora de la promoció de la música i l’art afroamericans. Opinava que l’art es podia utilitzar com a una eina per al canvi social. Així i tot, Moore tenia presents les problemàtiques socials i els estereotips que hi havia al voltant de la música i l’art afroamericans. És per això que es justificava de la següent manera:
| « | Utilitzo el terme música afroamericana per descriure música creada per gent que es considera a ella mateixa afroamericana i les composicions de les quals, parcialment o en el seu complet, mostren l'ús significatiu d’elements provinents de l’herència afroamericana | » |
| — Walker-Hill, Helen, From spirituals to symphonies: African-American women composers and their music. Westport, 2002 | |   |

Un altre dels temes que Undine considerava importants és el de la memòria, així com l’art com a mitjà de preservació d’aquesta. Tal com s’ha pogut conservar gràcies a entrevistes, Moore considera la memòria com a una font de força i esperança per a la supervivència i, alhora, una part fonamental de procés creatiu. Per ella, l’art 
| « | preserva la vida d’una manera molt especial: les memòries moren amb nosaltres, però l’art preserva els valors i les experiències… les quals no es preserven per cap altra memòria viva o fet històric | » |
| — WALKER-HILL, Helen, From Spirituals to Symphonies: African-American Women Composers and their Music. Westport, 2002 | |   |

## Catàleg d'obres
Llista d'obres escrites per la compositora, ordenades cronològicament des de 1925 fins a 1987.
| Títol                                                      | Any        | Instrumentació                                                                       |
| Sir Olaf and the Erl King's Daughter                       | 1925       | Cor de dones (SSA), Piano                                                            |
| A Pretty Ducke                                             | 1926       | Desconegut (veu?)                                                                    |
| Heart Have You Heard the News?                             | 1926       | Soprano, Piano                                                                       |
| Up-Hill                                                    | 1926       | Soprano, Piano                                                                       |
| Scherzo for piano                                          | 1930       | Piano                                                                                |
| Valse Caprice                                              | 1930       | Piano                                                                                |
| Set Down, Set Down                                         | 1931       | Desconegut (veu?)                                                                    |
| The Blind Man Stood on the Way and Cried                   | 1932       | SATB                                                                                 |
| No Condemnation                                            | 1935       | Cor d'homes (TTBB)                                                                   |
| I'm Going Home                                             | 1948       | SATB (o cor de dones, SSA)                                                           |
| Is There Anybody Here?                                     | 1949       | Cor de dones (SSA)                                                                   |
| Into My Heart's Treasury                                   | 1950       | SATB (o cor de dones, SSA)                                                           |
| Fare You Well                                              | 1950       | SATB, Soprano i tenor solistes                                                       |
| I Just Came from the Fountain                              | 1950       | SATB, Soprano solista                                                                |
| Set Down!                                                  | 1951       | Soprano, Piano                                                                       |
| Romance                                                    | 1952       | 2 Pianos                                                                             |
| Reflections for Organ and Piano                            | 1952       | Orgue, Piano                                                                         |
| A Romantic Young Clown                                     | 1952       | Piano                                                                                |
| Fugue in F Major for Piano or Strings Trio                 | 1952       | Piano (o Trio de corda)                                                              |
| Daniel, Daniel, Servant of the Lord                        | 1952       | SATB (doble cor)                                                                     |
| Thou Hast Made Us for Thyself                              | 1952       | SATB                                                                                 |
| Introduction and Allegro                                   | 1953       | Clarinet, Piano                                                                      |
| Before I'd Be a Slave                                      | 1953       | Piano                                                                                |
| Teach Me to Hear Mermaids Singing                          | 1953       | Cor de dones (SSA)                                                                   |
| Who Shall Separate Us from the Love of Christ?             | 1953       | SATB, Piano/Orgue                                                                    |
| Mother to Son                                              | 1955       | Cor desdoblat (SSAATTBB), contralt solista                                           |
| Hail Warrior                                               | 1957       | SATB                                                                                 |
| The Lamb                                                   | 1958       | Cor de dones (SS)                                                                    |
| Three Pieces for Flute (or Clarinet) and Piano             | 1958       | Flute (o Clarinet), Piano                                                            |
| I Would be True                                            | 1958       | SATB (o SAB/SSA), piano                                                              |
| Sinner, You Can't Walk My Path                             | 1958       | SATB                                                                                 |
| Striving After God                                         | 1958       | SATB                                                                                 |
| When Susanna Jones Wears Red                               | 1958       | SATB                                                                                 |
| Bound for Caanan's Land                                    | 1960       | SATB, Tenor solista                                                                  |
| Let Us Make a Man in Our Image                             | 1960       | SATB, Soprano solista                                                                |
| Long Fare You Well                                         | 1960       | SATB                                                                                 |
| Love Let the Wind Cry                                      | 1961       | Soprano, Piano                                                                       |
| How I Got Over                                             | 1966       | SATB                                                                                 |
| Lord Make Us More Holy                                     | 1966       | Cor, Piano                                                                           |
| O, Spirit Who Dost Prefer Before All Temples               | 1966       | Cor (Uníson), Orgue/Piano                                                            |
| Walk Thorugh the Streets of the City                       | 1966       | SATB                                                                                 |
| Second Spring                                              | 1968       | Veu Solista                                                                          |
| Afro-American Suite                                        | 1969       | Flute/Alto flute, Cello, Piano                                                       |
| A Christmas Alleluia                                       | 1970       | Cor de dones (SSA)                                                                   |
| Alleluia: for Woman's Voices                               | 1970       | Cor de dones, Soprano solista                                                        |
| Lord, We Give Thanks to Thee                               | 1971       | SATB                                                                                 |
| Watch and Pray                                             | 1972       | Soprano, Piano                                                                       |
| To Be Baptized                                             | 1973       | Soprano, Piano                                                                       |
| Tambourines to Glory                                       | 1973       | SATB                                                                                 |
| Benediction                                                | 1974       | SATB                                                                                 |
| Choral Prayers in Folk Style                               | 1974       | SATB                                                                                 |
| I Belive This is Jesus                                     | 1974       | SATB                                                                                 |
| Oh, That Bleeding Lamb                                     | 1974       | SATB                                                                                 |
| Glory to God                                               | 1974       | Cor d'homes (TTBB), Flauta, Piano/Orgue, Percussió, Vent Metall (opcional), Narrador |
| I Want to Die While You Love me                            | 1975       | Contralt, Piano                                                                      |
| Alleluia                                                   | 1975       | Cor de dones/SATB (orgue opcional)                                                   |
| Scenes form the Life of a Martyr                           | 1975       | Orquestra, cor, veus solistes i narrador                                             |
| String Sentence                                            | 1975       | Quartet de corda                                                                     |
| I Am in Doubt                                              | 1975       | Soprano, Piano                                                                       |
| Lyric for True Love                                        | 1975       | Soprano, Piano                                                                       |
| Two Easter Pieces for Mrs. Gamby                           | 1976       | Desconegut (veu?)                                                                    |
| Organ Variations on Nettleton                              | 1976       | Orgue                                                                                |
| Prelude                                                    | 1976       | Piano                                                                                |
| String Quartet                                             | 1976       | Quartet de corda                                                                     |
| O Come Let Us Sing Unto the Lord                           | 1976       | SATB                                                                                 |
| A Time for Remembering                                     | 1976       | SATB, Piano                                                                          |
| Come Along on Jesus' Name                                  | 1977       | SATB                                                                                 |
| We Shall Walk Through the Valley                           | 1977       | SATB                                                                                 |
| Come Down Angels and Trouble the Water                     | 1978       | Soprano, Piano                                                                       |
| Conversation for Trumpet and Piano                         | 1978       | Trumpet, Piano                                                                       |
| Three Bahai Prayers                                        | 1978       | Veu Solista, Flauta, 2 Trompetes, Oboè, Cello                                        |
| Lord, Have Mercy                                           | 1978       | SATB                                                                                 |
| Think on These Things                                      | 1979       | Desconegut (cor?)                                                                    |
| Let No Flower of Spring Pass by You                        | 1979       | Desconegut (veu?)                                                                    |
| A Little Memory of Southside Virginia                      | 1979       | Desconegut (veu?)                                                                    |
| Organ Variations on There is a Fountain                    | 1979       | Orgue                                                                                |
| Ring Game II                                               | 1979       | Orquestra                                                                            |
| Alleluia, Christ is Risen                                  | 1979       | SATB                                                                                 |
| Glory to God in the Hisghest                               | 1979       | SATB                                                                                 |
| For My People Everywhere                                   | 1979       | SATB (piano opcional)                                                                |
| Be Strong, I WIll Fill this House with Glory               | 1979       | SATB, Piano                                                                          |
| Rise Up, Shepherd, and Follow                              | 1979       | Cor d'homes (TTBB)                                                                   |
| Be Strong, All Ye People                                   | 1980       | Desconegut (cor?)                                                                    |
| Let Us Sing                                                | 1980       | Desconegut (cor?)                                                                    |
| This Man is a Good Man                                     | 1980       | Desconegut (cor?)                                                                    |
| Remember Now Thy Creator                                   | 1980       | SATB                                                                                 |
| I Never Felt Such Love in My Heart Before                  | 1981       | SATB                                                                                 |
| I, Too, America                                            | 1981       | SATB, Piano                                                                          |
| Is There Anybody Here that Love My Jesus?                  | 1981       | Soprano, Piano                                                                       |
| On Imagination                                             | 1981       | SATB, Orquestra/Piano                                                                |
| Glory Be to God Who by His Love Has Brought Us to This Day | 1982       | SATB                                                                                 |
| Three Centennial Pieces                                    | 1982       | SATB, 3 trompetes, 3 trombons, Timbales, Orgue                                       |
| From the Southside                                         | 1983       | Desconegut (veu?)                                                                    |
| Twas on One Sunday Morning                                 | 1983       | Desconegut (veu?)                                                                    |
| Truce                                                      | 1983       | Desconegut (veu?)                                                                    |
| The Church's One Foundation                                | 1984       | Desconegut (cor?)                                                                    |
| A Streen in Bronzville                                     | 1984       | Desconegut (veu?)                                                                    |
| Sojourner Speaks                                           | 1984       | Mezzo-soprano, Piano                                                                 |
| I Will Trust in the Lord                                   | 1984       | SATB                                                                                 |
| Make Us a New Song                                         | 1985       | Desconegut (cor?)                                                                    |
| Fanfare and Processional                                   | 1985       | SATB (percussió i vent metall opcionals)                                             |
| Many Thousand Gone                                         | 1986       | Piano                                                                                |
| Lamentosa                                                  | 1987       | Violí, Cello, Piano                                                                  |
| Soweto                                                     | 1987       | Violí, Cello, Piano                                                                  |
| Plenty good Room                                           | 1989 (?)   | SATB, soprano i tenor solistes                                                       |
| Children, Don't Get Weary                                  | Desconegut | Cor                                                                                  |
| O the Morning Stars Sang Together Children                 | Desconegut | Desconegut (cor?)                                                                    |
| Rededications (AKA Song)                                   | Desconegut | Desconegut (cor?)                                                                    |
| Awake, O North Wind.                                       | Desconegut | Desconegut (veu?)                                                                    |
| If I Know                                                  | Desconegut | Desconegut (veu?)                                                                    |
| It Was a Lover and His Lass                                | Desconegut | Desconegut (veu?)                                                                    |
| A Little Spring Soliloquy                                  | Desconegut | Desconegut (veu?)                                                                    |
| My True Love Hath My Heart                                 | Desconegut | Soprano, Piano                                                                       |
| Change                                                     | Desconegut | Veu Solista                                                                          |
| Two Pieces for Women's Voices and Clarinet                 | Desconegut | Cor de dones, Clarinet                                                               |

## Enregistraments
- "Daniel, Daniel, Servant of the Lord," a Steal Away: The African American Concert Spiritual (2016).[32]
- Suite for Flute, Cello, and Piano a Songs for the Soul: Chamber Music by African American Composers (2010).[33]
- "Before I'd be a Slave" a Soulscapes (2007).[34]
- "Mother to Son" (1955), "We Shall Walk Through the Valley" (1977), "Tambourines to Glory" (1973), a Vocalessence Witness - Dance Like the Wind (2004).[35]
- "To Be Baptised" (1973), "Set Down!" (1951), "I Want To Die While You Love Me" (1975), "Come Down Angels" (1978), on Ah! Love, But a Day - Songs and Spirituals of American Women (2000).[36]
- “To be Baptized” and "Watch and Pray." a The Angels Bowed Down: African American Spirituals.[37]
- "Come Down Angels and Trouble the Water" (1978), "I am in Doubt" (1981), "Watch and Pray" (1973), "Love Let the Wind Cry How I Adore Thee" (1961), a Watch and Pray (1994).[38]
- “Tambourines to Glory” and "We Shall Walk through the Valley." a Dance like the Wind: Music of Today’s Black Composers.[39]